# Langobarderna i Italien
Langobarderna i Italien. Styrkefästen (568-774 e.Kr.) är det officiella namnet på världsarvet som består av sju grupper med historiska byggnader som avspeglar den germanska stammen Langobardernas prestationer som var bosatta i dagens Italien från 500-talet till slutet av 700-talet.. 
Gruppen omfattar kloster, kyrkobyggnader och fästningar och blev världsarv i juni 2011då de vittnar om "Langobardernas stora roll i den andliga och kulturella utvecklingen av kristendomen i  Medeltidens Europa” 

## Lista över platser
- Cividale del Friuli (provinsen Udine): Gastaldagaområdet och biskopskomplexet
- Brescia: Det monumentala området med klosterkomplexet San Salvatore-Santa Giulia
- Castelseprio (provinsen Varese): Castrum med Torbatornet och kyrkan utanför murarna, Santa Maria foris portas
- Spoleto (provinsen Perugia): Basilikan San Salvatore
- Campello sul Clitunno (provinsen Perugia): Clitunno Tempietto
- Benevento: Komplexet Santa Sofia
- Monte Sant'Angelo (provinsen Foggia): Monte Sant'Angelos helgedom